# Nederlandse kampioenschappen schaatsen junioren
De Nederlandse kampioenschappen schaatsen junioren worden sinds 1962 jaarlijks gehouden voor A-, B- en C-junioren. De junioren A kunnen zich tijdens dit toernooi tevens plaatsen voor het WK Junioren. Soms werden de kampioenschappen tegelijk verreden met de Nederlandse kampioenschappen schaatsen neo-senioren voor schaatsers die net junior-af zijn.
Het exacte format is in de loop der jaren vaak gewijzigd. Sinds het seizoen 2016/2017 is er sprake van drie toernooien per seizoen. Het eerste is een sprintvierkamp gehouden in december, waarnaast dan ook om de titels op de lange afstanden (3000m, 5000m) gestreden wordt. Het tweede is een allroundvierkamp in februari die ook als afstandstoernooi op de korte afstanden (500m, 1000m, 1500m) telt. In het allroundtoernooi werken de jongens A-junioren een juniorenvierkamp (was kleine vierkamp) af, de meiden A-junioren en de B-junioren een minivierkamp en de C-junioren een tweekamp over 500 en 1500 meter. Tot 2008 was er sprake van een sprintvierkamp in maart en tussen 2009 en 2017 van een afstandentoernooi in maart. Sinds 2014 is er weer een sprintkampioenschap naast het allroundkampioenschap en zijn beide toernooien deels ook het afstandskampioenschap. Ook staat in 2015 de massastart over tien ronden op het programma.

## Bekende kampioenen
In de loop der jaren zijn er verschillende nationale juniorenkampioenen geweest die later een grote internationale carrière gehad hebben. Olympisch medaillewinnaar en meervoudig coach van het jaar Gerard Kemkers was kampioen in 1986. Collega schaatscoach Jac Orie werd toen tweede en een werd jaar later, in 1987, juniorenkampioen. Verder behaalden topschaatsers als Falko Zandstra (1990 en 1991), Ids Postma (1993), Jan Bos (1994), Bob de Jong (1995 en 1996), Mark Tuitert (1999), Remco olde Heuvel (2002 en 2003), Sven Kramer (2004) en Koen Verweij (2009 en 2010) deze titel.

## Allround

### Jongens A
Tot en met 2014 en opnieuw sinds 2022 verreden over kleine vierkamp (500, 3000, 1500 en 5000 meter). Tussen 2015 en 2020 verreden over de juniorenvierkamp (500, 1500, 1000 en 5000 meter).
| Jaar                                                           | Datum                           | Plaats                          | Goud                            | Zilver                          | Brons                           | Klassement                      | Link                            |
| 1959                                                           |                                 | Elburg                          | Wim Bross                       | Hans Bollweg                    | Hans Brouwer                    |                                 |                                 |
| 1962                                                           | 15 maart                        | Amsterdam                       | Joop van der Berg               | Jan Hendrik Koops               | Kees Verkerk                    | 500/1500m                       | [ 4 ]                           |
| 1963                                                           |                                 | Scheemda                        | Jan Hendrik Koops               | Sybolt de Vries                 | Ard Schenk                      |                                 |                                 |
| 1964                                                           | 08 maart                        | Deventer                        | Dick Jellema                    | Ernst Langkruis                 | Huub Vermeulen                  | 500/1500m                       |                                 |
| 1965                                                           | 06 maart                        | Amsterdam                       | Eddy Verheijen                  | Joop Hoorneman jr.              | Henk Waanders                   | 500/1500m                       |                                 |
| 1966                                                           | 16 januari                      | Appingedam                      | Marcel Pennings                 | Jan Bazen                       | Ronnie Nooitgedagt              | 500/1500m                       |                                 |
| 1967                                                           | 04 maart                        | Deventer                        | Jan Bazen                       | Dick Stekelenburg               | Anne Brouwer                    | 500/1500m                       |                                 |
| 1968                                                           | 16/17 december 1967             | Heerenveen                      | Ronnie Nooitgedagt              | Anne Brouwer                    | Piet Vink                       | Kleine vierkamp                 |                                 |
| 1969                                                           | 25/26 januari                   | Heerenveen                      | Piet Kleine                     | Sjaak de Koning                 | Jan Palsma                      | Kleine vierkamp                 |                                 |
| 1970                                                           |                                 | Heerenveen                      | Co Giling                       | Sjaak de Koning                 | Jos Valentijn                   | Kleine vierkamp                 |                                 |
| 1971                                                           |                                 | Eindhoven                       | Piet Kleine                     | Jos Valentijn                   | Gerard van Gelder               | Kleine vierkamp                 |                                 |
| 1972                                                           |                                 | Assen                           | Gerard van Gelder               | Klaas Vriend                    | Cees Ripperda                   | Kleine vierkamp                 |                                 |
| 1973                                                           |                                 | Utrecht                         | Jan Heida                       | Hermannus Moek                  | Carl Draaijer                   | Kleine vierkamp                 |                                 |
| 1974                                                           |                                 | Groningen                       | Jan de Vries                    | Joop Pasman                     | Wim van de Kant                 | Kleine vierkamp                 |                                 |
| 1975                                                           |                                 | Heerenveen                      | Jan de Vries                    | Riekele Heida                   | Joop Pasman                     | Kleine vierkamp                 |                                 |
| 1976                                                           | 03/04 januari                   | Eindhoven                       | Jan de Vries                    | Gert Bloemen                    | Miel Govaert                    | Kleine vierkamp                 |                                 |
| 1977                                                           |                                 | Den Haag                        | Hilbert van der Duim            | Frits Schalij                   | Yep Kramer                      | Kleine vierkamp                 |                                 |
| 1978                                                           |                                 | Assen                           | Wim Pol                         | Teun Busser                     | Yep Kramer                      | Kleine vierkamp                 |                                 |
| 1979                                                           |                                 | Amsterdam                       | Wim Pol                         | Fred Rijnders                   | Marcel Scheperkamp              | Kleine vierkamp                 |                                 |
| 1980                                                           |                                 | Eindhoven                       | Fred van Wiltenburg             | Frans van Zinnicq-Bergmann      | Fred Rijnders                   | Kleine vierkamp                 |                                 |
| 1981                                                           |                                 | Groningen                       | Hajo Haanstra                   | Henk Nijdam                     | Peter de Kant                   | Kleine vierkamp                 |                                 |
| 1982                                                           |                                 | Assen                           | Bert Koopmans                   | Peter de Kant                   | Arno Ottevanger                 | Kleine vierkamp                 |                                 |
| 1983                                                           |                                 | Eindhoven                       | Erik Stecher                    | Gerard Rietveld                 | Jan Wedman                      | Kleine vierkamp                 |                                 |
| 1984                                                           | 18/19 februari                  | Heerenveen                      | Attie Sarelse                   | Peter Palma                     | Wim Nieuwenhuis                 | Kleine vierkamp                 |                                 |
| 1985                                                           |                                 | Den Haag                        | Henk Groen                      | Henri Kraayenbos                | Leo Visser                      | Kleine vierkamp                 |                                 |
| 1986                                                           |                                 | Heerenveen                      | Gerard Kemkers                  | Leo Visser                      | Henk Groen                      | Kleine vierkamp                 |                                 |
| 1987                                                           |                                 | Alkmaar                         | Jacques Orie                    | Ben van der Burg                | Bert Bruins                     | Kleine vierkamp                 |                                 |
| 1988                                                           | 05/07 februari                  | Eindhoven                       | Annejan Portijk                 | Ben van der Burg                | Thomas Bos                      | Kleine vierkamp                 |                                 |
| 1989                                                           | 18/19 februari                  | Heerenveen                      | Gert Bloemberg                  | Jan Marc Nieuwenkamp            | Ronald Bosker                   | Kleine vierkamp                 |                                 |
| 1990                                                           |                                 | Groningen                       | Falko Zandstra                  | Arjan Schreuder                 | Marnix ten Kortenaar            | Kleine vierkamp                 |                                 |
| 1991                                                           | 16/17 februari                  | Heerenveen                      | Falko Zandstra                  | Arjan Schreuder                 | Arjan Ottens                    | Kleine vierkamp                 | [ 5 ]                           |
| 1992                                                           |                                 | Heerenveen                      | Jakko Jan Leeuwangh             | Jeroen Straathof                | Gianni Romme                    | Kleine vierkamp                 |                                 |
| 1993                                                           |                                 | Heerenveen                      | Ids Postma                      | Martin Hersman                  | Jan Bos                         | Kleine vierkamp                 |                                 |
| 1994                                                           | 11/13 februari                  | Groningen                       | Jan Bos                         | Marco Kramer                    | Erik-Jan de Wit                 | Kleine vierkamp                 |                                 |
| 1995                                                           | 10/12 februari                  | Groningen                       | Bob de Jong                     | Ralf Bekers                     | Erben Wennemars                 | Kleine vierkamp                 |                                 |
| 1996                                                           | 23/25 februari                  | Groningen                       | Bob de Jong                     | Jan Nijboer                     | Jelmer Beulenkamp               | Kleine vierkamp                 |                                 |
| 1997                                                           |                                 | Heerenveen                      | André Vreugdenhil               | Jelmer Beulenkamp               | Gijs Buitelaar                  | Kleine vierkamp                 |                                 |
| 1998                                                           | 13/15 februari                  | Den Haag                        | Bjarne Rykkje                   | Dennis van der Gun              | Mark Tuitert                    | Kleine vierkamp                 |                                 |
| 1999                                                           | 29/31 januari                   | Utrecht                         | Mark Tuitert                    | Ruud Leeuwenkamp                | Auke Kranenborg                 | Kleine vierkamp                 |                                 |
| 2000                                                           | 28/30 januari                   | Groningen                       | Maurice van den Dool            | Auke Kranenborg                 | Jacques de Koning               | Kleine vierkamp                 | [ 6 ]                           |
| 2001                                                           | 09/11 februari                  | Utrecht                         | Stefan Groothuis                | Simon Kuipers                   | Tom Prinsen                     | Kleine vierkamp                 | [ 7 ]                           |
| 2002                                                           | 15/17 februari                  | Assen                           | Remco Olde Heuvel               | Beorn Nijenhuis                 | Tom Prinsen                     | Kleine vierkamp                 | [ 8 ]                           |
| 2003                                                           | 31 jan./02 februari             | Den Haag                        | Remco Olde Heuvel               | Rhian Ket                       | Lars Elgersma                   | Kleine vierkamp                 | [ 9 ]                           |
| 2004                                                           | 30 jan./01 februari             | Alkmaar                         | Sven Kramer                     | Arjen van der Kieft             | Michael Kaatee                  | Kleine vierkamp                 | [ 10 ]                          |
| 2005                                                           | 04/06 februari                  | Assen                           | Wouter Olde Heuvel              | Michael Kaatee                  | Jacob van der Heide             | Kleine vierkamp                 | [ 11 ]                          |
| 2006                                                           | 24/26 februari                  | Groningen                       | Wouter Olde Heuvel              | Ted-Jan Bloemen                 | Tim Roelofsen                   | Kleine vierkamp                 | [ 12 ]                          |
| 2007                                                           | 02/04 februari                  | Utrecht                         | Sjoerd de Vries                 | Tim Roelofsen                   | Stevin Hilbrands                | Kleine vierkamp                 | [ 13 ]                          |
| 2008                                                           | 01/03 februari                  | Groningen                       | Jan Blokhuijsen                 | Koen Verweij                    | Berden de Vries                 | Kleine vierkamp                 | [ 14 ]                          |
| 2009                                                           | 30 jan./02 februari             | Utrecht                         | Koen Verweij                    | Pim Cazemier                    | Demian Roelofs                  | Kleine vierkamp                 | [ 15 ]                          |
| 2010                                                           | 12/14 februari                  | Enschede                        | Koen Verweij                    | Frank Hermans                   | Maurice Vriend                  | Kleine vierkamp                 | [ 16 ]                          |
| 2011                                                           | 04/06 februari                  | Hoorn                           | Maurice Vriend                  | Thomas Krol                     | Frank Hermans                   | Kleine vierkamp                 | [ 17 ]                          |
| 2012                                                           | 03/05 februari                  | Alkmaar                         | Thomas Krol                     | Jorjan Jorritsma                | Kai Verbij                      | Kleine vierkamp                 | [ 18 ]                          |
| 2013                                                           | 09/10 februari                  | Den Haag                        | Gerben Jorritsma                | Thijs Roozen                    | Paul-Yme Brunsmann              | Kleine vierkamp                 | [ 19 ]                          |
| 2014                                                           | 07/09 februari                  | Tilburg                         | Patrick Roest                   | Willem Hoolwerf                 | Thijs Roozen                    | Kleine vierkamp                 | [ 20 ] [ 21 ]                   |
| 2015                                                           | 06/08 februari                  | Deventer                        | Patrick Roest                   | Marcel Bosker                   | Wesly Dijs                      | Juniorenvierkamp                | [ 22 ] [ 23 ]                   |
| ↓ Vanaf 2016 in combinatie met afstandstitels 500/1000/1500m ↓ |                                 |                                 |                                 |                                 |                                 |                                 |                                 |
| 2016                                                           | 12/14 februari                  | Alkmaar                         | Marcel Bosker                   | Chris Huizinga                  | Victor Ramler                   | Juniorenvierkamp                | [ 24 ]                          |
| 2017                                                           | 03/05 februari                  | Heerenveen                      | Chris Huizinga                  | Tijmen Snel                     | Louis Hollaar                   | Juniorenvierkamp                | [ 25 ]                          |
| 2018                                                           | 10/11 februari                  | Enschede                        | Louis Hollaar                   | Tjerk de Boer                   | Teun de Wit                     | Juniorenvierkamp                | [ 26 ]                          |
| 2019                                                           | 01/03 februari                  | Groningen                       | Merijn Scheperkamp              | Teun de Wit                     | Jur Veenje                      | Juniorenvierkamp                | [ 27 ] [ 28 ]                   |
| 2020                                                           | 01/02 februari                  | Enschede                        | Jarle Gerrits                   | Jordy van Workum                | Harm Visser                     | Juniorenvierkamp                | [ 29 ] [ 30 ]                   |
| 2021                                                           | Afgelast vanwege coronapandemie | Afgelast vanwege coronapandemie | Afgelast vanwege coronapandemie | Afgelast vanwege coronapandemie | Afgelast vanwege coronapandemie | Afgelast vanwege coronapandemie | Afgelast vanwege coronapandemie |
| 2022                                                           | 08/09 januari                   | Groningen                       | Joep Wennemars                  | Tim Prins                       | Stijn van de Bunt               | Kleine vierkamp                 |                                 |
| 2023                                                           | 14/15 januari                   | Groningen                       | Sijmen Egberts                  | Tim Prins                       | Remco Stam                      | Kleine vierkamp                 |                                 |
| 2024                                                           | 13/14 januari                   | Heerenveen                      | Freek van der Ham               | Michiel de Groot                | Mika Kolder                     | Kleine vierkamp                 |                                 |

### Jongens B
Vanaf 1990 verreden over de minivierkamp (500, 1500, 1000 en 3000 meter).
| Jaar                                                           | Datum                           | Plaats                          | Goud                            | Zilver                          | Brons                           | Klassement                      | Link                            |
| 1959                                                           |                                 | Elburg                          | Henk Hulst                      | Rennie Kale                     | Eddie Looman                    |                                 |                                 |
| 1962                                                           | 15 maart                        | Amsterdam                       | Peter Nottet                    | Ard Schenk                      | Piet Vilten                     | 500/1500m                       | [ 4 ]                           |
| 1963                                                           |                                 | Scheemda                        | Jorrit Jorritsma                | Wim Schoone                     | Hans de Groot                   |                                 |                                 |
| 1964                                                           | 08 maart                        | Deventer                        | Frits Bartling                  | Henk Waanders                   | Louis Trautwijn                 | 500/1500m                       |                                 |
| 1965                                                           | 06 maart                        | Amsterdam                       | Frits Bartling                  | Arie Eriks                      | Ernst Beets                     | 500/1500m                       |                                 |
| 1966                                                           | 16 januari                      | Appingedam                      | Co Giling                       | Jan Warner Pol                  | Kees Doets                      | 500/1500m                       |                                 |
| 1967                                                           | 04 maart                        | Deventer                        | Co Giling                       | Jan Palsma                      | Jan Warner Pol                  | 500/1500m                       |                                 |
| 1968                                                           | 16/17 december 1967             | Heerenveen                      | Gerard van Gelder               | Bert Aartsen                    | Durk van der Sluis              | 500/1500/3000m                  |                                 |
| 1969                                                           | 25/26 januari                   | Heerenveen                      | Gerard van Gelder               | Klaas Vriend                    | Jos Valentijn                   | 500/1500/3000m                  |                                 |
| 1970                                                           |                                 | Heerenveen                      | Gerard van Gelder               | Klaas Vriend                    | Peter ter Meulen                |                                 |                                 |
| 1971                                                           |                                 | Eindhoven                       | Jan Heida                       | Freek Stift                     | Soenar Chamid                   |                                 |                                 |
| 1972                                                           |                                 | Assen                           | Bert de Jong                    | Wil Giling                      | Joop Pasman                     |                                 |                                 |
| 1973                                                           |                                 | Utrecht                         | Jan de Vries                    | Bert de Jong                    | Riekele Heida                   |                                 |                                 |
| 1974                                                           |                                 | Groningen                       | Riekele Heida                   | Egbert Mulder                   | Rik van Vliet                   |                                 |                                 |
| 1975                                                           |                                 | Heerenveen                      | Wim Voorneveld                  | Hilbert van der Duim            | Gerard de Rond                  |                                 |                                 |
| 1976                                                           | 03/04 januari                   | Eindhoven                       | Yep Kramer                      | Hilbert van der Duim            | Frits Schalij                   | Minivierkamp                    |                                 |
| 1977                                                           |                                 | Den Haag                        | Wim Pol                         | Harm van der Pal                | Marcel Scheperkamp              |                                 |                                 |
| 1978                                                           |                                 | Assen                           | Jaap Swaagman                   | Piet Liefaard                   | Geert Kuiper                    |                                 |                                 |
| 1979                                                           |                                 | Amsterdam                       | Hein Vergeer                    | Geert Kuiper                    | Robert Vunderink                |                                 |                                 |
| 1980                                                           |                                 | Eindhoven                       | Robert Vunderink                | Peter de Kant                   | Erik Stecher                    |                                 |                                 |
| 1981                                                           |                                 | Groningen                       | Bert Koopmans                   | Erik Stecher                    | Gert Jacobs                     |                                 |                                 |
| 1982                                                           |                                 | Assen                           | Henk Groen                      | Bert Jacobs                     | Jan Belga                       |                                 |                                 |
| 1983                                                           |                                 | Eindhoven                       | Henk Groen                      | Henri Kraayenbos                | Attie Sarelse                   |                                 |                                 |
| 1984                                                           | 10/11 februari                  | Den Haag                        | Henk Groen                      | Henri Kraayenbos                | Gerard Kemkers                  | Kleine vierkamp                 |                                 |
| 1985                                                           |                                 | Den Haag                        | Gerard Kemkers                  | Jacques Orie                    | Herbert Dijkstra                |                                 |                                 |
| 1986                                                           |                                 | Heerenveen                      | Jacques Orie                    | Ben van der Burg                | Angelo Cara                     |                                 |                                 |
| 1987                                                           |                                 | Alkmaar                         | Thomas Bos                      | Cor Jan Smulders                | Kees Frankruyter                |                                 |                                 |
| 1988                                                           | 05/07 februari                  | Eindhoven                       | Cor Jan Smulders                | Rintje Ritsma                   | Erik de Vries                   |                                 |                                 |
| 1989                                                           | 18/19 februari                  | Heerenveen                      | Rintje Ritsma                   | Cor Jan Smulders                | Marnix ten Kortenaar            | Kleine vierkamp                 |                                 |
| 1990                                                           |                                 | Groningen                       | Jakko Jan Leeuwangh             | Nico van der Vlies              | Jeroen Straathof                | Minivierkamp                    |                                 |
| 1991                                                           | 16/17 februari                  | Heerenveen                      | Martin Hersman                  | Ids Postma                      | Pim Berkhout                    | Minivierkamp                    | [ 5 ]                           |
| 1992                                                           |                                 | Heerenveen                      | Marco Kramer                    | Jan Bos                         | Floris Klunder                  | Minivierkamp                    |                                 |
| 1993                                                           |                                 | Heerenveen                      | Marco Schreuder                 | Jan Nijboer                     | Bob de Jong                     | Minivierkamp                    |                                 |
| 1994                                                           | 11/13 februari                  | Groningen                       | Jan Nijboer                     | Bob de Jong                     | Johannes de Groot               | Minivierkamp                    |                                 |
| 1995                                                           | 10/12 februari                  | Groningen                       | André Vreugdenhil               | Jelmer Beulenkamp               | Gijs Buitelaar                  | Minivierkamp                    |                                 |
| 1996                                                           | 23/25 februari                  | Groningen                       | Eddy Stam                       | Bjarne Rykkje                   | Jan Kootstra                    | Minivierkamp                    |                                 |
| 1997                                                           |                                 | Heerenveen                      | Raymond Barendse                | Alain Poot                      | Jean-Pierre Verstraten          | Minivierkamp                    |                                 |
| 1998                                                           | 13/15 februari                  | Den Haag                        | Eeuwoud van den Heuvel          | Auke Kranenborg                 | Lennart van Vliet               | Minivierkamp                    |                                 |
| 1999                                                           | 29/31 januari                   | Utrecht                         | Stefan Groothuis                | Thijs van Goudoever             | Simon Kuipers                   | Minivierkamp                    |                                 |
| 2000                                                           | 28/30 januari                   | Groningen                       | Remco Olde Heuvel               | Simon Kuipers                   | Beorn Nijenhuis                 | Minivierkamp                    | [ 6 ]                           |
| 2001                                                           | 09/11 februari                  | Utrecht                         | Beorn Nijenhuis                 | Rhian Ket                       | Remco Olde Heuvel               | Minivierkamp                    | [ 7 ]                           |
| 2002                                                           | 15/17 februari                  | Assen                           | Arjen van der Kieft             | Ingmar Berga                    | Benny Jongejan                  | Minivierkamp                    | [ 8 ]                           |
| 2003                                                           | 31 jan./02 februari             | Den Haag                        | Sven Kramer                     | Jacob van der Heide             | Huub van der Wart               | Minivierkamp                    | [ 9 ]                           |
| 2004                                                           | 30 jan./01 februari             | Alkmaar                         | Wouter Olde Heuvel              | Jan Smeekens                    | Marco Lubbers                   | Minivierkamp                    | [ 10 ]                          |
| 2005                                                           | 04/06 februari                  | Assen                           | Stevin Hilbrands                | Berden de Vries                 | Sjoerd de Vries                 | Minivierkamp                    | [ 11 ]                          |
| 2006                                                           | 24/26 februari                  | Groningen                       | Berden de Vries                 | Pim Schipper                    | Rigard van Klooster             | Minivierkamp                    | [ 12 ]                          |
| 2007                                                           | 02/04 februari                  | Utrecht                         | Koen Verweij                    | Pim Cazemier                    | Kai Bloetjes                    | Minivierkamp                    | [ 13 ]                          |
| 2008                                                           | 01/03 februari                  | Groningen                       | Jurgen van der Velden           | Demian Roelofs                  | Adriaan van Velde               | Minivierkamp                    | [ 14 ]                          |
| 2009                                                           | 30 jan./02 februari             | Utrecht                         | Maurice Vriend                  | Frank Hermans                   | Jasper Bovenhuis                | Minivierkamp                    | [ 15 ]                          |
| 2010                                                           | 12/14 februari                  | Enschede                        | Thomas Krol                     | Jeroen Negenman                 | Arjen van der Veen              | Minivierkamp                    | [ 16 ]                          |
| 2011                                                           | 04/06 februari                  | Hoorn                           | Kai Verbij                      | Arvin Wijsman                   | Kees Heemskerk                  | Minivierkamp                    | [ 17 ]                          |
| 2012                                                           | 03/05 februari                  | Alkmaar                         | Thijs Roozen                    | Wesly Dijs                      | Kees Heemskerk                  | Minivierkamp                    | [ 18 ]                          |
| 2013                                                           | 09/10 februari                  | Den Haag                        | Wesly Dijs                      | Marcel Bosker                   | Patrick Roest                   | Minivierkamp                    | [ 19 ]                          |
| 2014                                                           | 07/09 februari                  | Tilburg                         | Marcel Bosker                   | Tom Kant                        | Pieter van Velde                | Minivierkamp                    | [ 20 ] [ 21 ]                   |
| 2015                                                           | 06/08 februari                  | Deventer                        | Tjerk de Boer                   | Joost van Dobbenburgh           | Tijmen Snel                     | Minivierkamp                    | [ 22 ] [ 23 ]                   |
| ↓ Vanaf 2016 in combinatie met afstandstitels 500/1000/1500m ↓ |                                 |                                 |                                 |                                 |                                 |                                 |                                 |
| 2016                                                           | 12/14 februari                  | Alkmaar                         | Jesse Stam                      | Niels Visser                    | Jort Boomhouwer                 | Minivierkamp                    | [ 24 ]                          |
| 2017                                                           | 03/05 februari                  | Heerenveen                      | Jesse Stam                      | Jordy van Workum                | Max Visscher                    | Minivierkamp                    | [ 25 ]                          |
| 2018                                                           | 10/11 februari                  | Enschede                        | Jordy van Workum                | Jur Veenje                      | Kai in 't Veld                  | Minivierkamp                    | [ 26 ]                          |
| 2019                                                           | 01/03 februari                  | Groningen                       | Stefan Westenbroek              | Jarle Gerrits                   | Wietse Tukkie                   | Minivierkamp                    | [ 27 ] [ 28 ]                   |
| 2020                                                           | 01/02 februari                  | Enschede                        | Joep Wennemars                  | Tim Prins                       | Stan van Vliet                  | Minivierkamp                    | [ 29 ] [ 32 ]                   |
| 2021                                                           | Afgelast vanwege coronapandemie | Afgelast vanwege coronapandemie | Afgelast vanwege coronapandemie | Afgelast vanwege coronapandemie | Afgelast vanwege coronapandemie | Afgelast vanwege coronapandemie | Afgelast vanwege coronapandemie |
| 2022                                                           | 18/19 februari                  | Enschede                        | Michiel de Groot                | Mats Bendijk                    | Ties van Seumeren               | Minivierkamp                    | [ 33 ]                          |
| 2023                                                           | 14/15 januari                   | Groningen                       | Mats Bendijk                    | Mika Kolder                     | Pelle Bolsius                   | Minivierkamp                    |                                 |
| 2024                                                           | 13/14 januari                   | Heerenveen                      | Pelle Bolsius                   | Nathan Pijl                     | Arjen Boersma                   | Minivierkamp                    |                                 |

### Jongens C
Vanaf 1991 verreden over de tweekamp 500 en 1500 meter.
| Jaar       | Datum                           | Plaats                          | Goud                            | Zilver                          | Brons                           | Klassement                      | Link                            |
| 1959- 1974 | niet op programma               | niet op programma               | niet op programma               | niet op programma               | niet op programma               | niet op programma               | niet op programma               |
| 1975       |                                 | Utrecht                         | Roy Riechelman                  | Harm van der Pal                | Henk Muilerman                  |                                 |                                 |
| 1976       |                                 | Utrecht                         | Piet Liefaard                   | Marcel Westra                   | Rob Wels                        |                                 |                                 |
| 1977       |                                 | Utrecht                         | Geert Kuiper                    | Menno Boelsma                   | Tom Mulder                      |                                 |                                 |
| 1978       |                                 | Alkmaar                         | Kees van der Kooy               | Ronald Westra                   | Michael Oudendijk               |                                 |                                 |
| 1979       |                                 | Den Haag                        | Jan Ykema                       | Bert Koopmans                   | Kees Admiraal                   |                                 |                                 |
| 1980       |                                 | Groningen                       | Gert Jacobs                     | Jan Belga                       | Bert van Dalen                  |                                 |                                 |
| 1981       |                                 | Alkmaar                         | Henk Groen                      | Attie Sarelse                   | Wiep Kuipers                    |                                 |                                 |
| 1982       |                                 | Den Haag                        | Koen Wijlens                    | Henri Kraayenbos                | Herbert Dijkstra                |                                 |                                 |
| 1983       |                                 | Den Haag                        | Frans Kuypers                   | Herbert Dijkstra                | Fred Oosterlaan                 |                                 |                                 |
| 1984       | 10/11 februari                  | Den Haag                        | Jacques Orie                    | Annejan Portijk                 | Angelo Cara                     | Minivierkamp                    |                                 |
| 1985       |                                 | Den Haag                        | Thomas Bos                      | Kees Frankruyter                | Arjen de Groot                  |                                 |                                 |
| 1986       |                                 | Heerenveen                      | Arjen de Groot                  | Cor Jan Smulders                | Rintje Ritsma                   |                                 |                                 |
| 1987       |                                 | Alkmaar                         | Marnix ten Kortenaar            | Tyrone Potze                    | Dennis Duba                     |                                 |                                 |
| 1988       | 05/07 februari                  | Eindhoven                       | Falko Zandstra                  | Tyrone Potze                    | Arjan Schreuder                 | Minivierkamp                    |                                 |
| 1989       | 18/19 februari                  | Heerenveen                      | Falko Zandstra                  | Arjan Schreuder                 | Tyrone Potze                    | Minivierkamp                    |                                 |
| 1990       |                                 | Groningen                       | Marco Kramer                    | Richard de Jong                 | Jan Hordijk                     |                                 |                                 |
| 1991       | 16/17 februari                  | Heerenveen                      | Floris Klunder                  | Berry Rohling                   | Sander Wiegers                  | 500/1500m                       | [ 5 ]                           |
| 1992       |                                 | Heerenveen                      | Ralf Bekers                     | Robert Jacobs                   | Johannes de Groot               | 500/1500m                       |                                 |
| 1993       |                                 | Heerenveen                      | Roald Schuurman                 | Pascal van Wetering             | Jelmer Beulenkamp               | 500/1500m                       |                                 |
| 1994       | 11/13 februari                  | Groningen                       | Bjarne Rykkje                   | Jan Kootstra                    | Eddy Stam                       | 500/1500m                       |                                 |
| 1995       | 10/12 februari                  | Groningen                       | Raymond Barendse                | Jean-Pierre Verstraten          | Marcel Witteveen                | 500/1500m                       |                                 |
| 1996       | 23/25 februari                  | Groningen                       | Joey Offermans                  | Menno Barends                   | Auke Kranenborg                 | 500/1500m                       |                                 |
| 1997       |                                 | Heerenveen                      | Arjan Samplonius                | Simon Kuipers                   | Bart Hinderdael                 | 500/1500m                       |                                 |
| 1998       | 13/15 februari                  | Den Haag                        | Simon Kuipers                   | Tom Prinsen                     | Beorn Nijenhuis                 | 500/1500m                       |                                 |
| 1999       | 29/31 januari                   | Utrecht                         | Remco Olde Heuvel               | Beorn Nijenhuis                 | Anton Ketellapper               | 500/1500m                       |                                 |
| 2000       | 28/30 januari                   | Groningen                       | Arjen van der Kieft             | Walter Looijestijn              | Tim Stolwijk                    | 500/1500m                       | [ 6 ]                           |
| 2001       | 09/11 februari                  | Utrecht                         | Guido Berends                   | Michael Kaatee                  | Jeroen Mol                      | 500/1500m                       | [ 7 ]                           |
| 2002       | 15/17 februari                  | Assen                           | Daan Deen                       | Wilco de Jong                   | Arjen de Baat                   | 500/1500m                       | [ 8 ]                           |
| 2003       | 31 jan./02 februari             | Den Haag                        | Tim Roelofsen                   | Stevin Hilbrands                | Rick Smit                       | 500/1500m                       | [ 9 ]                           |
| 2004       | 30 jan./01 februari             | Alkmaar                         | Renz Rotteveel                  | Floris Jan Jansma               | Pim Schipper                    | 500/1500m                       | [ 10 ]                          |
| 2005       | 04/06 februari                  | Assen                           | Pim Cazemier                    | Koen Verweij                    | Jörn Klaver                     | 500/1500m                       | [ 11 ]                          |
| 2006       | 24/26 februari                  | Groningen                       | Koen Verweij                    | Jurgen van der Velden           | Ingo Roelofsen                  | 500/1500m                       | [ 12 ]                          |
| 2007       | 02/04 februari                  | Utrecht                         | Jasper Bovenhuis                | Maurice Vriend                  | Sebastiaan Oranje               | 500/1500m                       | [ 13 ]                          |
| 2008       | 01/03 februari                  | Groningen                       | Arjen van der Veen              | Jeroen Negenman                 | Thomas Krol                     | 500/1500m                       | [ 14 ]                          |
| 2009       | 30 jan./02 februari             | Utrecht                         | Lennart Velema                  | Wesley Lommers                  | Joey Novak                      | 500/1500m                       | [ 15 ]                          |
| 2010       | 12/14 februari                  | Enschede                        | Kai Verbij                      | Thijs Roozen                    | Arvin Wijsman                   | 500/1500m                       | [ 16 ]                          |
| 2011       | 04/06 februari                  | Hoorn                           | Wesly Dijs                      | Patrick Roest                   | Bastijn Boele                   | 500/1500m                       | [ 17 ]                          |
| 2012       | 03/05 februari                  | Alkmaar                         | Marcel Bosker                   | Maarten van Oosterhout          | Pieter van Velde                | 500/1500m                       | [ 18 ]                          |
| 2013       | 09/10 februari                  | Den Haag                        | Bas de Vries                    | Thijs Govers                    | Niels Delen                     | 500/1500m                       | [ 19 ]                          |
| 2014       | 07/09 februari                  | Tilburg                         | Daan Baks                       | Tjerk de Boer                   | Jeroen Steenbergen              | 500/1500m                       | [ 20 ] [ 21 ]                   |
| 2015       | 06/08 februari                  | Deventer                        | Stef Brandsen                   | Jesse Stam                      | Janno Botman                    | 500/1500m                       | [ 22 ] [ 23 ]                   |
| 2016       | 12/14 februari                  | Alkmaar                         | Daan Kool                       | Jur Veenje                      | Raoul van Aken                  | 500/1500m                       | [ 24 ]                          |
| 2017       | 03/05 februari                  | Heerenveen                      | Daan Spruit                     | Stefan Westenbroek              | Jarle Gerrits                   | 500/1500m                       | [ 25 ]                          |
| 2018       | 10/11 februari                  | Enschede                        | Chris Fredriks                  | Gert Wierda                     | Stan van Vliet                  | 500/1500m                       | [ 26 ]                          |
| 2019       | 01/03 februari                  | Groningen                       | Rinze-Bart de Glee              | Tim Prins                       | Hidde Westra                    | 500/1500m                       | [ 27 ] [ 28 ]                   |
| 2020       | 01/02 februari                  | Enschede                        | Ward Dielissen                  | Sille Hut                       | Mats van den Bos                | 500/1500m                       | [ 29 ] [ 34 ]                   |
| 2021       | Afgelast vanwege coronapandemie | Afgelast vanwege coronapandemie | Afgelast vanwege coronapandemie | Afgelast vanwege coronapandemie | Afgelast vanwege coronapandemie | Afgelast vanwege coronapandemie | Afgelast vanwege coronapandemie |
| 2022       | 19 februari                     | Enschede                        | Pelle Bolsius                   | Arjen Boersma                   | Jonas de Jong                   | 500/1500m                       | [ 33 ]                          |

### Jongens D
Verreden over 500 en 1500 meter.
| Jaar        | Datum             | Plaats            | Goud                 | Zilver             | Brons                   | Klassement        | Link              |
| 1959- 1974  | niet op programma | niet op programma | niet op programma    | niet op programma  | niet op programma       | niet op programma | niet op programma |
| 1975        |                   | Utrecht           | Tom Mulder           | Hein Duinkerken    | Menno Boelsma           |                   |                   |
| 1976        |                   | Utrecht           | Kees van der Kooy    | Ronald Westra      | Erwin Pol               |                   |                   |
| 1977        |                   | Utrecht           | Kees van der Kooy    | Jan Ykema          | Gerben van de Bosch     |                   |                   |
| 1978        |                   | Alkmaar           | Mark Kerkhofs        | Jan Belga          | Peter Palma             |                   |                   |
| 1979        |                   | Den Haag          | Frits Postuma        | Arnoud de Roos     | Tjerk Terpstra          |                   |                   |
| 1980        |                   | Groningen         | Henk Groen           | Koen Wijlens       | Erik de Ruyter          |                   |                   |
| 1981        |                   | Alkmaar           | Frans Kuypers        | Herbert Dijkstra   | Jeroen Stam             |                   |                   |
| 1982        |                   | Den Haag          | Jan Blaauw           | Richard Suyten     | Geert Hessel de Boer    |                   |                   |
| 1983        |                   | Den Haag          | René Boerties        | Aad Grimbergen     | Edward Hagen            |                   |                   |
| 1984        | 04 februari       | Groningen         | Arjen de Groot       | Cor Jan Smulders   | Klaas Hendrik in ’t Hof | 500/1500m         |                   |
| 1985        |                   | Den Haag          | Marnix ten Kortenaar | Pascal Vergeer     | Rudi Groenendal         | 500/1500m         |                   |
| 1986        |                   | Heerenveen        | Arjan Ottens         | Pascal Vergeer     | Marcel Bliek            | 500/1500m         |                   |
| 1987        |                   | Alkmaar           | Bas Timmermans       | Roy Boerties       | Nico van der Vlies      | 500/1500m         |                   |
| 1988        | 05/07 februari    | Eindhoven         | Romano Hagen         | Peter Dirk Brouwer | Jacco de Graaf          | 500/1500m         |                   |
| 1989        | 18/19 februari    | Heerenveen        | Romano Hagen         | Patrick Griemink   | Thierry Mijsters        | 500/1500m         |                   |
| 1990- heden | niet op programma | niet op programma | niet op programma    | niet op programma  | niet op programma       | niet op programma | niet op programma |

### Meisjes A
Verreden over minivierkamp (500, 1500, 1000 en 3000 meter).
| Jaar                                                           | Datum                           | Plaats                          | Goud                            | Zilver                          | Brons                           | Klassement                      | Link                            |
| 1959- 1964                                                     | niet op programma               | niet op programma               | niet op programma               | niet op programma               | niet op programma               | niet op programma               | niet op programma               |
| 1965                                                           |                                 | Amsterdam                       | Carry Geijssen                  | Elly Vermeulen                  | Ria Bos                         |                                 |                                 |
| 1966                                                           |                                 | Appingedam                      | Gerrie Luchies                  | Nel Post                        | Tine Kroone                     |                                 |                                 |
| 1967                                                           | 04 maart                        | Deventer                        | Ellie van den Brom              | Truus Veldhof                   | Grietje van de Meer             | 500/1000m                       |                                 |
| 1968                                                           | 16/17 december 1967             | Amsterdam                       | Rita Hekman                     | Sijtje van der Lende            | Grietje van de Meer             | Minivierkamp                    |                                 |
| 1969                                                           | 25/26 januari                   | Heerenveen                      | Annie van Dalsen                | Trijnie Rep                     | Truus Dijkstra                  | 500/1000/1500m                  |                                 |
| 1970                                                           |                                 | Heerenveen                      | Trijnie Rep                     | Marja Taris                     | Annie van Dalsen                |                                 |                                 |
| 1971                                                           |                                 | Eindhoven                       | Sippie Tigchelaar               | Annie van Dalsen                | Evelien Hoekstra                |                                 |                                 |
| 1972                                                           |                                 | Assen                           | Froukje Jongsma                 | Christa Jaarsma                 | Anneke Zeinstra                 |                                 |                                 |
| 1973                                                           |                                 | Assen                           | Jeltje Heslinga                 | Anneke Zeinstra                 | Geertje Leistra                 |                                 |                                 |
| 1974                                                           |                                 | Heerenveen                      | Jeltje Heslinga                 | Joke van Rijssel                | Afke Heslinga                   |                                 |                                 |
| 1975                                                           |                                 | Assen                           | Pietie Postma                   | Joke van Rijssel                | Ineke Pepping                   |                                 |                                 |
| 1976                                                           | 05/06 januari                   | Heerenveen                      | Pietie Postma                   | Joke van Rijssel                | Ineke Pepping                   | Minivierkamp                    |                                 |
| 1977                                                           |                                 | Amsterdam                       | Marjan van Dalen                | Hennie Ebbinge                  | Gudy Schouten                   | Minivierkamp                    |                                 |
| 1978                                                           |                                 | Alkmaar                         | Ilona Leushuis                  | Trijnie Nieuwenhuis             | Janneke Heemstra                | Minivierkamp                    |                                 |
| 1979                                                           |                                 | Utrecht                         | Ria Visser                      | Alie Boorsma                    | Trijnie Nieuwenhuis             | Minivierkamp                    |                                 |
| 1980                                                           |                                 | Groningen                       | Alie Boorsma                    | Coby Borst                      | Monique Kauffman                | Minivierkamp                    |                                 |
| 1981                                                           |                                 | Den Haag                        | Marja Struick                   | Rina Meekma                     | Meta Fok                        | Minivierkamp                    |                                 |
| 1982                                                           |                                 | Amsterdam                       | Yvonne van der Lienden          | Reina de Hey                    | Saskia Kooke                    | Minivierkamp                    |                                 |
| 1983                                                           |                                 | Eindhoven                       | Petra Moolhuizen                | Hannie Frederiks                | Herma Bazuin                    | Minivierkamp                    |                                 |
| 1984                                                           | 18/19 februari 1984             | Heerenveen                      | Petra Moolhuizen                | Willie Hofs                     | Gineke Suk                      | Minivierkamp                    |                                 |
| 1985                                                           |                                 | Den Haag                        | Ingrid Haringa                  | Ingrid Paul                     | Anita Loorbach                  | Minivierkamp                    |                                 |
| 1986                                                           |                                 | Heerenveen                      | Mariska Hekkers                 | Henriët van der Meer            | Anja Bollaart                   | Minivierkamp                    |                                 |
| 1987                                                           |                                 | Alkmaar                         | Anja Bollaart                   | Christine Aaftink               | Mariska Hekkers                 | Minivierkamp                    |                                 |
| 1988                                                           | 05/07 februari                  | Eindhoven                       | Herma Meijer                    | Indra Arendz                    | Babs Bijlsma                    | Minivierkamp                    |                                 |
| 1989                                                           | 18/19 februari                  | Heerenveen                      | Jolanda Grimbergen              | Esmeralda Ossendrijver          | Indra Arendz                    | Minivierkamp                    |                                 |
| 1990                                                           |                                 | Groningen                       | Sandra Zwolle                   | Marion van Zuilen               | Annamarie Thomas                | Minivierkamp                    |                                 |
| 1991                                                           | 16/17 februari                  | Heerenveen                      | Marion van Zuilen               | Ellen Linnenbank                | Wendy van der Poel              | Minivierkamp                    | [ 5 ]                           |
| 1992                                                           |                                 | Heerenveen                      | Colette Zee                     | Barbara de Loor                 | Evelyn de Haan                  | Minivierkamp                    |                                 |
| 1993                                                           |                                 | Heerenveen                      | Léontine van Meggelen           | Barbara de Loor                 | Tonny de Jong                   | Minivierkamp                    |                                 |
| 1994                                                           | 11/13 februari                  | Groningen                       | Marianne Timmer                 | Andrea Nuyt                     | Sandra ‘t Hart                  | Minivierkamp                    |                                 |
| 1995                                                           | 10/12 februari                  | Groningen                       | Renate Groenewold               | Frouke Oonk                     | Elke Zijlstra                   | Minivierkamp                    |                                 |
| 1996                                                           | 23/25 februari                  | Groningen                       | Renate Groenewold               | Frouke Oonk                     | Judith Straathof                | Minivierkamp                    |                                 |
| 1997                                                           |                                 | Heerenveen                      | Judith Straathof                | Floor van Slochteren            | Jitske Cnossen                  | Minivierkamp                    |                                 |
| 1998                                                           | 13/15 februari                  | Den Haag                        | Wieteke Cramer                  | Arien Bosch                     | Frijke Schaafsma                | Minivierkamp                    |                                 |
| 1999                                                           | 29/31 januari                   | Utrecht                         | Helen van Goozen                | Wieteke Cramer                  | Irene Visser                    | Minivierkamp                    |                                 |
| 2000                                                           | 28/30 januari                   | Groningen                       | Wieteke Cramer                  | Frédérique Ankoné               | Helen van Goozen                | Minivierkamp                    | [ 6 ]                           |
| 2001                                                           | 09/11 februari                  | Utrecht                         | Frédérique Ankoné               | Elma de Vries                   | Anja Borst                      | Minivierkamp                    | [ 7 ]                           |
| 2002                                                           | 15/17 februari                  | Assen                           | Elma de Vries                   | Moniek Kleinsman                | Mariska Huisman                 | Minivierkamp                    | [ 8 ]                           |
| 2003                                                           | 31 jan./02 februari             | Den Haag                        | Mariska Huisman                 | Jorien Voorhuis                 | Willeke van Benthem             | Minivierkamp                    | [ 9 ]                           |
| 2004                                                           | 31 jan./01 februari             | Alkmaar                         | Ireen Wüst                      | Annette Gerritsen               | Jorien Voorhuis                 | Minivierkamp                    | [ 10 ]                          |
| 2005                                                           | 04/06 februari                  | Assen                           | Annette Gerritsen               | Tessa van Dijk                  | Margot Boer                     | Minivierkamp                    | [ 11 ]                          |
| 2006                                                           | 24/26 februari                  | Groningen                       | Ingeborg Kroon                  | Maren van Spronsen              | Foske Tamar van der Wal         | Minivierkamp                    | [ 12 ]                          |
| 2007                                                           | 02/04 februari                  | Utrecht                         | Laurine van Riessen             | Natasja Bruintjes               | Ingeborg Kroon                  | Minivierkamp                    | [ 13 ]                          |
| 2008                                                           | 01/03 februari                  | Groningen                       | Roxanne van Hemert              | Jorieke van der Geest           | Lisette Hoekstra                | Minivierkamp                    | [ 14 ]                          |
| 2009                                                           | 30 jan./02 februari             | Utrecht                         | Roxanne van Hemert              | Yvonne Nauta                    | Jorieke van der Geest           | Minivierkamp                    | [ 15 ]                          |
| 2010                                                           | 12/14 februari                  | Enschede                        | Lotte van Beek                  | Yvonne Nauta                    | Irene Schouten                  | Minivierkamp                    | [ 16 ]                          |
| 2011                                                           | 04/06 februari                  | Hoorn                           | Lotte van Beek                  | Pien Keulstra                   | Letitita de Jong                | Minivierkamp                    | [ 17 ]                          |
| 2012                                                           | 03/05 februari                  | Alkmaar                         | Bo van der Werff                | Reina Anema                     | Jade van der Molen              | Minivierkamp                    | [ 18 ]                          |
| 2013                                                           | 09/10 februari                  | Den Haag                        | Antoinette de Jong              | Julia Berentschot               | Reina Anema                     | Minivierkamp                    | [ 19 ]                          |
| 2014                                                           | 07/09 februari                  | Tilburg                         | Melissa Wijfje                  | Sanneke de Neeling              | Jade van der Molen              | Minivierkamp                    | [ 20 ] [ 21 ]                   |
| 2015                                                           | 06/08 februari                  | Deventer                        | Sanneke de Neeling              | Melissa Wijfje                  | Tessa Boogaard                  | Minivierkamp                    | [ 22 ] [ 23 ]                   |
| ↓ Vanaf 2016 in combinatie met afstandstitels 500/1000/1500m ↓ |                                 |                                 |                                 |                                 |                                 |                                 |                                 |
| 2016                                                           | 12/14 februari                  | Alkmaar                         | Esther Kiel                     | Femke Markus                    | Sanne in 't Hof                 | Minivierkamp                    | [ 24 ]                          |
| 2017                                                           | 03/05 februari                  | Heerenveen                      | Jutta Leerdam                   | Joy Beune                       | Elisa Dul                       | Minivierkamp                    | [ 25 ]                          |
| 2018                                                           | 10/11 februari                  | Enschede                        | Joy Beune                       | Jutta Leerdam                   | Elisa Dul                       | Minivierkamp                    | [ 26 ]                          |
| 2019                                                           | 01/03 februari                  | Groningen                       | Robin Groot                     | Paulien Verhaar                 | Marieke Driesprong              | Minivierkamp                    | [ 27 ] [ 28 ]                   |
| 2020                                                           | 01/02 februari                  | Enschede                        | Robin Groot                     | Marrit Fledderus                | Merel Conijn                    | Minivierkamp                    | [ 29 ] [ 30 ]                   |
| 2021                                                           | Afgelast vanwege coronapandemie | Afgelast vanwege coronapandemie | Afgelast vanwege coronapandemie | Afgelast vanwege coronapandemie | Afgelast vanwege coronapandemie | Afgelast vanwege coronapandemie | Afgelast vanwege coronapandemie |
| 2022                                                           | 08/09 januari                   | Groningen                       | Jade Groenewoud                 | Chloé Hoogendoorn               | Pien Smit                       | Minivierkamp                    |                                 |
| 2023                                                           | 14/15 januari                   | Groningen                       | Angel Daleman                   | Jade Groenewoud                 | Chloé Hoogendoorn               | Minivierkamp                    |                                 |
| 2024                                                           | 13/14 januari                   | Heerenveen                      | Meike Veen                      | Patricia Koot                   | Lieke Hoogendoorn               | Minivierkamp                    |                                 |

### Meisjes B
Vanaf 2005 verreden over de minivierkamp (500, 1500, 1000 en 3000 meter). Van 1991 tot en met 2004 verreden over 500, 1000, 1000 en 1500 meter.
| Jaar                                                           | Datum                           | Plaats                          | Goud                            | Zilver                          | Brons                           | Klassement                      | Link                            |
| 1959- 1964                                                     | niet op programma               | niet op programma               | niet op programma               | niet op programma               | niet op programma               | niet op programma               | niet op programma               |
| 1965                                                           |                                 | Amsterdam                       | Wil Burgmeijer                  | Gerrie Luchies                  | Akke Falkena                    |                                 |                                 |
| 1966                                                           |                                 | Appingedam                      | Anneke Balster                  | Rita Hekman                     | Els Klaver                      |                                 |                                 |
| 1967                                                           | 04 maart                        | Deventer                        | Trijnie Rep                     | Annie van Dalsen                | Truus Dijkstra                  | 500/1000m                       |                                 |
| 1968                                                           | 04 maart                        | Amsterdam                       | Trijnie Rep                     | Truus Dijkstra                  | Marjan Slotemaker               | 500/1000/1500m                  |                                 |
| 1969                                                           | 25/26 januari                   | Heerenveen                      | Annemarie Hoogkamp              | Froukje Jongsma                 | Christa Jaarsma                 | 500/1000/1500m                  |                                 |
| 1970                                                           |                                 | Heerenveen                      | Froukje Jongsma                 | Sippie Tigchelaar               | Christa Jaarsma                 |                                 |                                 |
| 1971                                                           |                                 | Eindhoven                       | Gretha Kuiper                   | Jeltje Heslinga                 | Sjoke Schuurmans                |                                 |                                 |
| 1972                                                           |                                 | Assen                           | Jeltje Heslinga                 | Bouke Falkena                   | Haitske Pijlman                 |                                 |                                 |
| 1973                                                           |                                 | Assen                           | Pietie Postma                   | Irma Jansen                     | Klaske Meijer                   |                                 |                                 |
| 1974                                                           |                                 | Heerenveen                      | Pietie Postma                   | Klaske Meijer                   | Joke de Ruiter                  |                                 |                                 |
| 1975                                                           |                                 | Assen                           | Marte Luitjens                  | Hennie Ebbinge                  | Joukje Vellinga                 |                                 |                                 |
| 1976                                                           | 05/06 januari                   | Heerenveen                      | Marjan van Dalen                | Trijnie Nieuwenhuis             | Ilona Leushuis                  | 500/1000/1000/1500m             |                                 |
| 1977                                                           |                                 | Amsterdam                       | Trijnie Nieuwenhuis             | Ilona Leushuis                  | Coby Borst                      |                                 |                                 |
| 1978                                                           |                                 | Alkmaar                         | Marja Struick                   | Alie Boorsma                    | Ellie Schreur                   |                                 |                                 |
| 1979                                                           |                                 | Utrecht                         | Marja Struick                   | Trudy Kansen                    | Yvonne van de Ploeg             |                                 |                                 |
| 1980                                                           |                                 | Groningen                       | Thea Groo                       | Saskia Kooke                    | Tilly Alderts                   |                                 |                                 |
| 1981                                                           |                                 | Den Haag                        | Yvonne van Gennip               | Monique Kauffman                | Marja Adema                     |                                 |                                 |
| 1982                                                           |                                 | Amsterdam                       | Boukje Keulen                   | Ingrid Haringa                  | Marieke Stam                    |                                 |                                 |
| 1983                                                           |                                 | Utrecht                         | Ingrid Paul                     | Grietje Mulder                  | Gré Tijmes                      |                                 |                                 |
| 1984                                                           | 11/12 februari                  | Amsterdam                       | Grietje Mulder                  | Henriët van der Meer            | Karin Lelieveld                 | Minivierkamp                    |                                 |
| 1985                                                           |                                 | Den Haag                        | Marga Preuter                   | Jolanda Grimbergen              | Henriët van der Meer            |                                 |                                 |
| 1986                                                           |                                 | Heerenveen                      | Jolanda Grimbergen              | Herma Meijer                    | Janet Udema                     |                                 |                                 |
| 1987                                                           |                                 | Alkmaar                         | Herma Meijer                    | Babs Bijlsma                    | Janet Udema                     |                                 |                                 |
| 1988                                                           | 05/07 februari                  | Eindhoven                       | Petra Grimbergen                | Sandra Zwolle                   | Anita Oldenhof                  | Minivierkamp                    |                                 |
| 1989                                                           | 18/19 februari                  | Heerenveen                      | Sandra Voetelink                | Sandra Zwolle                   | Lia van Schie                   | Minivierkamp                    |                                 |
| 1990                                                           |                                 | Groningen                       | Ellen Linnenbank                | Henriëtte Vooys                 | Colette Zee                     |                                 |                                 |
| 1991                                                           | 16/17 februari                  | Heerenveen                      | Colette Zee                     | Renske Vellinga                 | Barbara de Loor                 | 500/1000/1000/1500m             | [ 5 ]                           |
| 1992                                                           |                                 | Heerenveen                      | Léontine van Meggelen           | Andrea Nuyt                     | Tonny de Jong                   | 500/1000/1000/1500m             |                                 |
| 1993                                                           |                                 | Heerenveen                      | Gretha Smit                     | Nathalie ten Hoor               | Elke Zijlstra                   | 500/1000/1000/1500m             |                                 |
| 1994                                                           | 11/13 februari                  | Groningen                       | Renate Groenewold               | Sandra de Ronde                 | Judith Straathof                | 500/1000/1000/1500m             |                                 |
| 1995                                                           | 10/12 februari                  | Groningen                       | Judith Straathof                | Tijn Ponjee                     | Ellen Stam                      | 500/1000/1000/1500m             |                                 |
| 1996                                                           | 23/25 februari                  | Groningen                       | Arien Bosch                     | Frijke Schaafsma                | Christine Heins                 | 500/1000/1000/1500m             |                                 |
| 1997                                                           |                                 | Heerenveen                      | Beate Boeren                    | Mirjam de Joode                 | Jildou Hak                      | 500/1000/1000/1500m             |                                 |
| 1998                                                           | 13/15 februari                  | Den Haag                        | Mirjam de Joode                 | Els Murris                      | Paulien van Deutekom            | 500/1000/1000/1500m             |                                 |
| 1999                                                           | 29/31 januari                   | Utrecht                         | Frédérique Ankoné               | Anja Borst                      | Kinge Pricker                   | 500/1000/1000/1500m             |                                 |
| 2000                                                           | 28/30 januari                   | Groningen                       | Anja Borst                      | Elma de Vries                   | Mariska Huisman                 | 500/1000/1000/1500m             | [ 6 ]                           |
| 2001                                                           | 09/11 februari                  | Utrecht                         | Mariska Huisman                 | Helga Luning                    | Maaike Head                     | 500/1000/1000/1500m             | [ 7 ]                           |
| 2002                                                           | 15/17 februari                  | Assen                           | Tessa van Dijk                  | Margot Boer                     | Ireen Wüst                      | 500/1000/1000/1500m             | [ 8 ]                           |
| 2003                                                           | 31 jan./02 februari             | Den Haag                        | Margot Boer                     | Ireen Wüst                      | Sanne van der Star              | 500/1000/1000/1500m             | [ 9 ]                           |
| 2004                                                           | 30 jan./01 februari             | Alkmaar                         | Maren van Spronsen              | Natasja Bruintjes               | Janneke Ensing                  | 500/1000/1000/1500m             | [ 10 ]                          |
| 2005                                                           | 04/06 februari                  | Assen                           | Ellen Hazelaar                  | Ingeborg Kroon                  | Linda de Vries                  | Minivierkamp                    | [ 11 ]                          |
| 2006                                                           | 24/26 februari                  | Groningen                       | Marrit Leenstra                 | Jetske Wiersma                  | Brecht Kramer                   | Minivierkamp                    | [ 12 ]                          |
| 2007                                                           | 02/04 februari                  | Utrecht                         | Roxanne van Hemert              | Jorieke van der Geest           | Renske Mulder                   | Minivierkamp                    | [ 13 ]                          |
| 2008                                                           | 01/03 februari                  | Groningen                       | Lotte van Beek                  | Yvonne Nauta                    | Irene Schouten                  | Minivierkamp                    | [ 14 ]                          |
| 2009                                                           | 30 jan./02 februari             | Utrecht                         | Lotte van Beek                  | Julia van Gardingen             | Bo van der Werff                | Minivierkamp                    | [ 15 ]                          |
| 2010                                                           | 12/14 februari                  | Enschede                        | Letitia de Jong                 | Pien Keulstra                   | Reina Anema                     | Minivierkamp                    | [ 16 ]                          |
| 2011                                                           | 04/06 februari                  | Hoorn                           | Antoinette de Jong              | Jade van der Molen              | Ineke Dedden                    | Minivierkamp                    | [ 17 ]                          |
| 2012                                                           | 03/05 februari                  | Alkmaar                         | Sanneke de Neeling              | Carlijn Schoutens               | Tjitske Wassenaar               | Minivierkamp                    | [ 18 ]                          |
| 2013                                                           | 09/10 februari                  | Den Haag                        | Sanneke de Neeling              | Melissa Wijfje                  | Tjitske Wassenaar               | Minivierkamp                    | [ 19 ]                          |
| 2014                                                           | 07/09 februari                  | Tilburg                         | Femke Markus                    | Suzanne Schulting               | Dione Voskamp                   | Minivierkamp                    | [ 20 ] [ 21 ]                   |
| 2015                                                           | 06/08 februari                  | Deventer                        | Isabelle van Elst               | Sterre Jonkers                  | Jutta Leerdam                   | Minivierkamp                    | [ 22 ] [ 23 ]                   |
| ↓ Vanaf 2016 in combinatie met afstandstitels 500/1000/1500m ↓ |                                 |                                 |                                 |                                 |                                 |                                 |                                 |
| 2016                                                           | 12/14 februari                  | Alkmaar                         | Joy Beune                       | Jutta Leerdam                   | Femke Beuling                   | Minivierkamp                    | [ 24 ]                          |
| 2017                                                           | 03/05 februari                  | Heerenveen                      | Rachelle van de Griek           | Michelle de Jong                | Maud Lugters                    | Minivierkamp                    | [ 25 ]                          |
| 2018                                                           | 10/11 februari                  | Enschede                        | Femke Kok                       | Robin Groot                     | Kim Talsma                      | Minivierkamp                    | [ 26 ]                          |
| 2019                                                           | 01/03 februari                  | Groningen                       | Merel Conijn                    | Isabel Grevelt                  | Leonie Bats                     | Minivierkamp                    | [ 27 ] [ 28 ]                   |
| 2020                                                           | 01/02 februari                  | Enschede                        | Chloé Hoogendoorn               | Evelien Vijn                    | Evi Gelling                     | Minivierkamp                    | [ 29 ] [ 32 ]                   |
| 2021                                                           | Afgelast vanwege coronapandemie | Afgelast vanwege coronapandemie | Afgelast vanwege coronapandemie | Afgelast vanwege coronapandemie | Afgelast vanwege coronapandemie | Afgelast vanwege coronapandemie | Afgelast vanwege coronapandemie |
| 2022                                                           | 18/19 februari                  | Enschede                        | Angel Daleman                   | Meike Veen                      | Patricia Koot                   | Minivierkamp                    | [ 33 ]                          |
| 2023                                                           | 14/15 januari                   | Groningen                       | Rosalie van Vliet               | Sofia Schilder                  | Lieke Hoogendoorn               | Minivierkamp                    |                                 |
| 2024                                                           | 13/14 januari                   | Heerenveen                      | Mette ten Cate                  | Jasmijn Veenhuis                | Naomi Kammeraat                 | Minivierkamp                    |                                 |

### Meisjes C
Vanaf 2006 verreden over 500 en 1500 meter. Van 1991 tot en met 2005 verreden over 500 en 1000 meter. Tot en met 1990 verreden over 500, 1000, 1000 en 1500 meter.
| Jaar       | Datum                           | Plaats                          | Goud                            | Zilver                          | Brons                           | Klassement                      | Link                            |
| 1959- 1974 | niet op programma               | niet op programma               | niet op programma               | niet op programma               | niet op programma               | niet op programma               | niet op programma               |
| 1975       |                                 | Utrecht                         | Maaike Sipma                    | Ietje Timmer                    | Jant Santema                    |                                 |                                 |
| 1976       |                                 | Utrecht                         | Coby Borst                      | Jant Santema                    | Jellie van de Steeg             |                                 |                                 |
| 1977       |                                 | Utrecht                         | Ria Visser                      | Marja Struick                   | Jant Santema                    |                                 |                                 |
| 1978       |                                 | Deventer                        | Monique Kauffman                | Trudy Kansen                    | Thea Groot                      |                                 |                                 |
| 1979       |                                 | Alkmaar                         | Monique Kauffman                | Boukje Keulen                   | Tilly Alderts                   |                                 |                                 |
| 1980       |                                 | Den Haag                        | Marja Adema                     | Emy Peeters                     | Boukje Keulen                   |                                 |                                 |
| 1981       |                                 | Utrecht                         | Astrid van Dalen                | Ingrid Haringa                  | Erna Palma                      |                                 |                                 |
| 1982       |                                 | Groningen                       | Erna Palma                      | Gré Tijmes                      | Lisette Kansen                  |                                 |                                 |
| 1983       |                                 | Den Haag                        | Jolanda Grimbergen              | Lisette Kansen                  | Henriët van der Meer            |                                 |                                 |
| 1984       | 11/12 februari                  | Amsterdam                       | Jolanda Grimbergen              | Herma Meijer                    | Anja Borst                      | 500/1000/1000/1500m             |                                 |
| 1985       |                                 | Den Haag                        | Indra Arendz                    | Janet Udema                     | Herma Meijer                    |                                 |                                 |
| 1986       |                                 | Heerenveen                      | Monique Velzeboer               | Janine Koudenburg               | Lia van Schie                   |                                 |                                 |
| 1987       |                                 | Alkmaar                         | Sandra Voetelink                | Wendy van der Poel              | Sandra Zwolle                   |                                 |                                 |
| 1988       | 05/07 februari                  | Eindhoven                       | Marion van Zuilen               | Linda Nat                       | Marjan Mager                    | 500/1000/1000/1500m             |                                 |
| 1989       | 18/19 februari                  | Heerenveen                      | Marion van Zuilen               | Wendy van der Poel              | Annamarie Thomas                | 500/1000/1000/1500m             |                                 |
| 1990       |                                 | Groningen                       | Renske Vellinga                 | Marianne Timmer                 | Andrea Nuyt                     |                                 |                                 |
| 1991       | 16/17 februari                  | Heerenveen                      | Nathalie ten Hoor               | Elke Zijlstra                   | Pauline Bakker                  | 500/1000m                       | [ 5 ]                           |
| 1992       |                                 | Heerenveen                      | Renate Groenewold               | Marja Vis                       | Sandra de Ronde                 | 500/1000m                       |                                 |
| 1993       |                                 | Heerenveen                      | Floor van Slochteren            | Ellen Stam                      | Judith Straathof                | 500/1000m                       |                                 |
| 1994       | 11/13 februari                  | Groningen                       | Arien Bosch                     | Chantal Boer                    | Ellen Wiegers                   | 500/1000m                       |                                 |
| 1995       | 10/12 februari                  | Groningen                       | Chantal Boer                    | Wieteke Cramer                  | Helen van Goozen                | 500/1000m                       |                                 |
| 1996       | 23/25 februari                  | Groningen                       | Helen van Goozen                | Wieteke Cramer                  | Mirjam de Joode                 | 500/1000m                       |                                 |
| 1997       |                                 | Heerenveen                      | Elizabeth Folkerts              | Frédérique Ankoné               | Suzanne van Buijsen             | 500/1000m                       |                                 |
| 1998       | 13/15 februari                  | Den Haag                        | Anja Borst                      | Esther Boer                     | Elma de Vries                   | 500/1000m                       |                                 |
| 1999       | 29/31 januari                   | Utrecht                         | Mariska Huisman                 | Adri Visser                     | Lisette van der Geest           | 500/1000m                       |                                 |
| 2000       | 28/30 januari                   | Groningen                       | Margot Boer                     | Frederika Buwalda               | Sanne van der Star              | 500/1000m                       | [ 6 ]                           |
| 2001       | 09/11 februari                  | Utrecht                         | Margot Boer                     | Tessa van Dijk                  | Hanneke Weel                    | 500/1000m                       | [ 7 ]                           |
| 2002       | 15/17 februari                  | Assen                           | Janneke Ensing                  | Foske Tamar van der Wal         | Lisette de Koning               | 500/1000m                       | [ 8 ]                           |
| 2003       | 31 jan./02 februari             | Den Haag                        | Natasja Bruintjes               | Rianne Stoppels                 | José Visscher                   | 500/1000m                       | [ 9 ]                           |
| 2004       | 30 jan./01 februari             | Alkmaar                         | Brecht Kramer                   | Margot van Oosten               | Marrit Leenstra                 | 500/1000m                       | [ 10 ]                          |
| 2005       | 04/06 februari                  | Assen                           | Brecht Kramer                   | Jorieke van der Geest           | Bianca Roosenboom               | 500/1000m                       | [ 11 ]                          |
| 2006       | 24/26 februari                  | Groningen                       | Nathalie Bruins                 | Roxanne van Hemert              | Inge Bervoets                   | 500/1500m                       | [ 12 ]                          |
| 2007       | 02/04 februari                  | Utrecht                         | Manon Kamminga                  | Bo van der Werff                | Lotte Olminkhof                 | 500/1500m                       | [ 13 ]                          |
| 2008       | 01/03 februari                  | Groningen                       | Moniek Klijnstra                | Bo van der Werff                | Letitia de Jong                 | 500/1500m                       | [ 14 ]                          |
| 2009       | 30 jan./02 februari             | Utrecht                         | Reina Anema                     | Pien Keulstra                   | Melissa de Boer                 | 500/1500m                       | [ 15 ]                          |
| 2010       | 12/14 februari                  | Enschede                        | Antoinette de Jong              | Jade van der Molen              | Sanneke de Neeling              | 500/1500m                       | [ 16 ]                          |
| 2011       | 04/06 februari                  | Hoorn                           | Sanneke de Neeling              | Tessa Boogaard                  | Manon Lansink                   | 500/1500m                       | [ 17 ]                          |
| 2012       | 03/05 februari                  | Alkmaar                         | Isabelle van Elst               | Suzanne Schulting               | Esther Kiel                     | 500/1500m                       | [ 18 ]                          |
| 2013       | 09/10 februari                  | Den Haag                        | Suzanne Schulting               | Isabelle van Elst               | Aafke Soet                      | 500/1500m                       | [ 19 ]                          |
| 2014       | 07/09 februari                  | Tilburg                         | Selma Poutsma                   | Rachelle van de Griek           | Vera Mallens                    | 500/1500m                       | [ 20 ] [ 21 ]                   |
| 2015       | 06/08 februari                  | Deventer                        | Femke Beuling                   | Rachelle van de Griek           | Maud Lugters                    | 500/1500m                       | [ 22 ] [ 23 ]                   |
| 2016       | 12/14 februari                  | Alkmaar                         | Maud Lugters                    | Emma Kant                       | Femke Kok                       | 500/1500m                       | [ 24 ]                          |
| 2017       | 03/05 februari                  | Heerenveen                      | Debby Behr                      | Myrthe de Boer                  | Leonie Bats                     | 500/1500m                       | [ 25 ]                          |
| 2018       | 10/11 februari                  | Enschede                        | Yael Prenger                    | Evelien Vijn                    | Kim van der Werff               | 500/1500m                       | [ 26 ]                          |
| 2019       | 01/03 februari                  | Groningen                       | Pien Smit                       | Chloé Hoogendoorn               | Jildou Schaaf                   | 500/1500m                       | [ 27 ] [ 28 ]                   |
| 2020       | 01/02 februari                  | Enschede                        | Patricia Koot                   | Sanne Oosterwijk                | Jillian Knook                   | 500/1500m                       | [ 29 ] [ 34 ]                   |
| 2021       | Afgelast vanwege coronapandemie | Afgelast vanwege coronapandemie | Afgelast vanwege coronapandemie | Afgelast vanwege coronapandemie | Afgelast vanwege coronapandemie | Afgelast vanwege coronapandemie | Afgelast vanwege coronapandemie |
| 2022       | 19 februari                     | Enschede                        | Marika de Glee                  | Sara ter Hart                   | Lieke Huizink                   | 500/1500m                       | [ 33 ]                          |

### Meisjes D
Verreden over 500 en 1000 meter.
| Jaar        | Datum             | Plaats            | Goud                | Zilver               | Brons                | Klassement        | Link              |
| 1959- 1974  | niet op programma | niet op programma | niet op programma   | niet op programma    | niet op programma    | niet op programma | niet op programma |
| 1975        |                   | Utrecht           | Jellie van de Steeg | Ria Visser           | Rina Meekma          |                   |                   |
| 1976        |                   | Utrecht           | Ria Visser          | Thea Groot           | Christine Hoekman    |                   |                   |
| 1977        |                   | Utrecht           | Tilly Alderts       | Boukje Keulen        | Saskia Kooke         |                   |                   |
| 1978        |                   | Deventer          | Marieke Stam        | Boukje Keulen        | Marja Adema          |                   |                   |
| 1979        |                   | Alkmaar           | Emy Peeters         | Erna Palma           | Ingrid Haringa       |                   |                   |
| 1980        |                   | Den Haag          | Erna Palma          | Daniëlle Smit        | Gré Tijmes           |                   |                   |
| 1981        |                   | Utrecht           | Lisette Kansen      | Henriët van der Meer | Corine van der Meer  |                   |                   |
| 1982        |                   | Groningen         | Jolanda Grimbergen  | Jolanda de Vries     | Antje Dijkstra       |                   |                   |
| 1983        |                   | Den Haag          | Marga Künz          | Antje Dijkstra       | Petra Künz           |                   |                   |
| 1984        | 04 februari       | Groningen         | Monique Velzeboer   | Marga Knoester       | Tinka Bouwman        | 500/1000m         |                   |
| 1985        |                   | Den Haag          | Sandra Zwolle       | Manuela Ossendrijver | Lia van Schie        | 500/1000m         |                   |
| 1986        |                   | Heerenveen        | Wendy van der Poel  | Linda Nat            | Marjan Mager         | 500/1000m         |                   |
| 1987        |                   | Alkmaar           | Henriëtte Vooys     | Claudia Wolvers      | Joëlle van Koetsveld | 500/1000m         |                   |
| 1988        | 05/07 februari    | Eindhoven         | Evelyn de Haan      | Renske Vellinga      | Marianne Timmer      | 500/1000m         |                   |
| 1989        | 18/19 februari    | Heerenveen        | Renske Vellinga     | Colette Zee          | Barbara de Loor      | 500/1000m         |                   |
| 1990- heden | niet op programma | niet op programma | niet op programma   | niet op programma    | niet op programma    | niet op programma | niet op programma |

## Sprint
| Jaar | Datum                           | Plaats                          | Jongens A                       | Jongens B                       | Meiden A                        | Meiden B                        | Link                            |
| ---- | ------------------------------- | ------------------------------- | ------------------------------- | ------------------------------- | ------------------------------- | ------------------------------- | ------------------------------- |
| 2004 | 03/04 januari                   | Utrecht                         | Jacob van der Heide             | Jan Smeekens                    | Ireen Wüst                      | Maren van Spronsen              | [ 38 ]                          |
| 2005 | 12/13 maart                     | Den Haag                        | Jan Smeekens                    | Sjoerd de Vries                 | Sanne van der Star              | Laurine van Riessen             | [ 39 ]                          |
| 2006 | 07/08 januari                   | Assen                           | Stevin Hilbrands                | Berden de Vries                 | Natasja Bruintjes               | Nammy Vellinga                  | [ 40 ]                          |
| 2007 | 03/04 maart                     | Den Haag                        | Sjoerd de Vries                 | Koen Verweij                    | Natasja Bruintjes               | Roxanne van Hemert              | [ 41 ]                          |
| 2008 | 01/02 maart                     | Hoorn                           | Pim Schipper                    | Jurgen van der Velden           | Marrit Leenstra                 | Tessel van Manen                | [ 42 ]                          |
|      |                                 |                                 |                                 |                                 |                                 |                                 |                                 |
| 2014 | 01/02 maart                     | Enschede                        | Cornelius Kersten               | Thijs Govers                    | Tessa Boogaard                  | Isabelle van Elst               | [ 43 ]                          |
| 2015 | 28 feb./01 maart                | Hoorn                           | Patrick Roest                   | Thijs Govers                    | Sanneke de Neeling              | Isabelle van Elst               | [ 44 ]                          |
| 2016 | 19/20 maart                     | Utrecht                         | Thijs Govers                    | Louis Hollaar                   | Dione Voskamp                   | Jutta Leerdam                   | [ 45 ]                          |
| 2017 | 03/04 december 2016             | Enschede                        | Niek Deelstra                   | Janno Botman                    | Jutta Leerdam                   | Femke Beuling                   | [ 46 ] [ 47 ]                   |
| 2018 | 15/17 december 2017             | Heerenveen                      | Daan Baks                       | Jur Veenje                      | Jutta Leerdam                   | Femke Kok                       | [ 48 ] [ 49 ]                   |
| 2019 | 15/16 december 2018             | Enschede                        | Mika van Essen                  | Stefan Westenbroek              | Femke Kok                       | Isabel Grevelt                  | [ 50 ] [ 51 ]                   |
| 2020 | 14/15 december 2019             | Alkmaar                         | Jarle Gerrits                   | Mats Siemons                    | Femke Kok                       | Chloé Hoogendoorn               | [ 52 ]                          |
| 2021 | Afgelast vanwege coronapandemie | Afgelast vanwege coronapandemie | Afgelast vanwege coronapandemie | Afgelast vanwege coronapandemie | Afgelast vanwege coronapandemie | Afgelast vanwege coronapandemie | Afgelast vanwege coronapandemie |
| 2022 | 18/20 februari                  | Enschede                        | Joep Wennemars                  | Niels de Kruijk                 | Chloé Hoogendoorn               | Angel Daleman                   | [ 33 ]                          |
| 2023 | 25/26 februari                  | Utrecht                         | Rinze-Bart de Glee              | Mats Bendijk                    | Chloé Hoogendoorn               | Rosalie van Vliet               | [ 53 ]                          |

## Afstanden

### 500 meter
| Jaar | Datum                           | Plaats                          | Jongens A                       | Jongens B                       | Meiden A                        | Meiden B                        | Link                            |
| ---- | ------------------------------- | ------------------------------- | ------------------------------- | ------------------------------- | ------------------------------- | ------------------------------- | ------------------------------- |
| 2010 | 19/21 maart                     | Hoorn                           | Wietse van der Heide            | Niels Olivier                   | Janine Smit                     | Letitia de Jong                 | [ 54 ]                          |
| 2011 | 11/13 maart                     | Utrecht                         | Niels Olivier                   | Kai Verbij                      | Inge Bervoets                   | Bente van den Berge             | [ 55 ]                          |
| 2012 | 09/11 maart                     | Breda                           | Ruben Romeijn                   | Wesly Dijs                      | Moniek Klijnstra                | Bente van den Berge             | [ 56 ]                          |
| 2013 | 08/10 maart                     | Groningen                       | Lennart Velema                  | Wesly Dijs                      | Bente van den Berge             | Sanneke de Neeling              | [ 57 ]                          |
| 2014 | 07/09 februari                  | Tilburg                         | Kai Verbij                      | Thijs Govers                    | Bente van den Berge             | Dione Voskamp                   | [ 20 ]                          |
| 2015 | 07/08 februari                  | Deventer                        | Patrick Roest                   | Thijs Govers                    | Sanneke de Neeling              | Isabelle van Elst               | [ 22 ] [ 23 ]                   |
| 2016 | 12/14 februari                  | Alkmaar                         | Niek Deelstra                   | Niels Visser                    | Dione Voskamp                   | Helga Drost                     | [ 24 ]                          |
| 2017 | 03/05 februari                  | Heerenveen                      | Niek Deelstra                   | Janno Botman                    | Isabelle van Elst               | Michelle de Jong                | [ 25 ]                          |
| 2018 | 10/11 februari                  | Enschede                        | Janno Botman                    | Stefan Westenbroek              | Jutta Leerdam                   | Femke Kok                       | [ 26 ]                          |
| 2019 | 01/03 februari                  | Groningen                       | Merijn Scheperkamp              | Sebas Diniz                     | Femke Beuling                   | Isabel Grevelt                  | [ 27 ] [ 28 ]                   |
| 2020 | 01/02 februari                  | Enschede                        | Stefan Westenbroek              | Joep Wennemars                  | Marrit Fledderus                | Chloé Hoogendoorn               | [ 29 ] [ 32 ] [ 30 ]            |
| 2021 | Afgelast vanwege coronapandemie | Afgelast vanwege coronapandemie | Afgelast vanwege coronapandemie | Afgelast vanwege coronapandemie | Afgelast vanwege coronapandemie | Afgelast vanwege coronapandemie | Afgelast vanwege coronapandemie |
| 2022 | 08/09 januari                   | Groningen                       | Joep Wennemars                  | niet op programma               | Jildou Hoekstra                 | niet op programma               |                                 |
| 2022 | 18/20 februari                  | Enschede                        | niet op programma               | Ward Dielissen                  | niet op programma               | Angel Daleman                   | [ 33 ]                          |
| 2023 | 14/15 januari                   | Groningen                       | Tim Prins                       | Mats Bendijk                    | Pien Hersman                    | Rosalie van Vliet               |                                 |
| 2024 | 13/14 januari                   | Heerenveen                      | Niklas Reinders                 | Nathan Pijl                     | Meike Veen                      | Mette ten Cate                  |                                 |

### 1000 meter
| Jaar | Datum                           | Plaats                          | Jongens A                       | Jongens B                       | Meiden A                        | Meiden B                        | Link                            |
| ---- | ------------------------------- | ------------------------------- | ------------------------------- | ------------------------------- | ------------------------------- | ------------------------------- | ------------------------------- |
| 2010 | 19/21 maart                     | Hoorn                           | Maurice Vriend                  | Thomas Krol                     | Lotte van Beek                  | Letitia de Jong                 | [ 54 ]                          |
| 2011 | 11/13 maart                     | Utrecht                         | Maurice Vriend                  | Kai Verbij                      | Letitia de Jong                 | Antoinette de Jong              | [ 55 ]                          |
| 2012 | 09/11 maart                     | Breda                           | Joost Born                      | Wesly Dijs                      | Moniek Klijnstra                | Sanneke de Neeling              | [ 56 ]                          |
| 2013 | 08/10 maart                     | Groningen                       | Lennart Velema                  | Wesly Dijs                      | Maud van der Meer               | Sanneke de Neeling              | [ 57 ]                          |
| 2014 | 07/09 februari                  | Tilburg                         | Kai Verbij                      | Marcel Bosker                   | Sanneke de Neeling              | Dione Voskamp                   | [ 20 ]                          |
| 2015 | 07/08 februari                  | Deventer                        | Patrick Roest                   | Thijs Govers                    | Sanneke de Neeling              | Suzanne Schulting               | [ 22 ] [ 23 ]                   |
| 2016 | 12/14 februari                  | Alkmaar                         | Marcel Bosker                   | Niels Visser                    | Esther Kiel                     | Jutta Leerdam                   | [ 24 ]                          |
| 2017 | 03/05 februari                  | Heerenveen                      | Thijs Govers                    | Jesse Stam                      | Jutta Leerdam                   | Michelle de Jong                | [ 25 ]                          |
| 2018 | 10/11 februari                  | Enschede                        | Daan Baks                       | Jordy van Workum                | Jutta Leerdam                   | Femke Kok                       | [ 26 ]                          |
| 2019 | 01/03 februari                  | Groningen                       | Merijn Scheperkamp              | Stefan Westenbroek              | Michelle de Jong                | Isabel Grevelt                  | [ 27 ] [ 28 ]                   |
| 2020 | 01/02 februari                  | Enschede                        | Jarle Gerrits                   | Joep Wennemars                  | Robin Groot                     | Chloé Hoogendoorn               | [ 29 ] [ 32 ] [ 30 ]            |
| 2021 | Afgelast vanwege coronapandemie | Afgelast vanwege coronapandemie | Afgelast vanwege coronapandemie | Afgelast vanwege coronapandemie | Afgelast vanwege coronapandemie | Afgelast vanwege coronapandemie | Afgelast vanwege coronapandemie |
| 2022 | 08/09 januari                   | Groningen                       | Joep Wennemars                  | niet op programma               | Jade Groenewoud                 | niet op programma               |                                 |
| 2022 | 18/20 februari                  | Enschede                        | niet op programma               | Mats Bendijk                    | niet op programma               | Angel Daleman                   | [ 33 ]                          |
| 2023 | 14/15 januari                   | Groningen                       | Tim Prins                       | Mats Bendijk                    | Angel Daleman                   | Rosalie van Vliet               |                                 |
| 2024 | 13/14 januari                   | Heerenveen                      | Bryant Boogert                  | Nathan Pijl                     | Meike Veen                      | Mette ten Cate                  |                                 |

### 1500 meter
| Jaar | Datum                           | Plaats                          | Jongens A                       | Jongens B                       | Meiden A                        | Meiden B                        | Link                            |
| ---- | ------------------------------- | ------------------------------- | ------------------------------- | ------------------------------- | ------------------------------- | ------------------------------- | ------------------------------- |
| 2010 | 19/21 maart                     | Hoorn                           | Maurice Vriend                  | Thomas Krol                     | Lotte van Beek                  | Bo van der Werff                | [ 54 ]                          |
| 2011 | 11/13 maart                     | Utrecht                         | Maurice Vriend                  | Kai Verbij                      | Pien Keulstra                   | Antoinette de Jong              | [ 55 ]                          |
| 2012 | 09/11 maart                     | Breda                           | Paul-Yme Brunsmann              | Wesly Dijs                      | Jade van der Molen              | Sanneke de Neeling              | [ 56 ]                          |
| 2013 | 08/10 maart                     | Groningen                       | Thijs Roozen                    | Wesly Dijs                      | Reina Anema                     | Sanneke de Neeling              | [ 57 ]                          |
| 2014 | 07/09 februari                  | Tilburg                         | Kai Verbij                      | Marcel Bosker                   | Melissa Wijfje                  | Femke Markus                    | [ 20 ]                          |
| 2015 | 07/08 februari                  | Deventer                        | Patrick Roest                   | Jeroen Janissen                 | Sanneke de Neeling              | Isabelle van Elst               | [ 22 ] [ 23 ]                   |
| 2016 | 12/14 februari                  | Alkmaar                         | Marcel Bosker                   | Jesse Stam                      | Esther Kiel                     | Joy Beune                       | [ 24 ]                          |
| 2017 | 03/05 februari                  | Heerenveen                      | Chris Huizinga                  | Jesse Stam                      | Joy Beune                       | Maud Lugters                    | [ 25 ]                          |
| 2018 | 10/11 februari                  | Enschede                        | Louis Hollaar                   | Jordy van Workum                | Jutta Leerdam                   | Femke Kok                       | [ 26 ]                          |
| 2019 | 01/03 februari                  | Groningen                       | Jordy van Workum                | Wietse Tukkie                   | Robin Groot                     | Isabel Grevelt                  | [ 27 ] [ 28 ]                   |
| 2020 | 01/02 februari                  | Enschede                        | Jarle Gerrits                   | Joep Wennemars                  | Robin Groot                     | Evelien Vijn                    | [ 29 ] [ 32 ] [ 30 ]            |
| 2021 | Afgelast vanwege coronapandemie | Afgelast vanwege coronapandemie | Afgelast vanwege coronapandemie | Afgelast vanwege coronapandemie | Afgelast vanwege coronapandemie | Afgelast vanwege coronapandemie | Afgelast vanwege coronapandemie |
| 2022 | 08/09 januari                   | Groningen                       | Joep Wennemars                  | niet op programma               | Jade Groenewoud                 | niet op programma               |                                 |
| 2022 | 18/20 februari                  | Enschede                        | niet op programma               | Michiel de Groot                | niet op programma               | Angel Daleman                   | [ 33 ]                          |
| 2023 | 14/15 januari                   | Groningen                       | Tim Prins                       | Mats Bendijk                    | Angel Daleman                   | Rosalie van Vliet               |                                 |
| 2024 | 13/14 januari                   | Heerenveen                      | Mats Bendijk                    | Pelle Bolsius                   | Meike Veen                      | Mette ten Cate                  |                                 |

### 3000 meter
| Jaar | Datum                           | Plaats                          | Jongens A                       | Jongens B                       | Meiden A                        | Meiden B                        | Link                            |
| ---- | ------------------------------- | ------------------------------- | ------------------------------- | ------------------------------- | ------------------------------- | ------------------------------- | ------------------------------- |
| 2010 | 19/21 maart                     | Hoorn                           | Frank Hermans                   | Jeroen Negenman                 | Irene Schouten                  | Pien Keulstra                   | [ 54 ]                          |
| 2011 | 11/13 maart                     | Utrecht                         | Frank Hermans                   | Kees Heemskerk                  | Pien Keulstra                   | Jade van der Molen              | [ 55 ]                          |
| 2012 | 09/11 maart                     | Breda                           | Gerben Jorritsma                | Patrick Roest                   | Wendy Looijenga                 | Melissa Wijfje                  | [ 56 ]                          |
| 2013 | 08/10 maart                     | Groningen                       | Gerben Jorritsma                | Patrick Roest                   | Jade van der Molen              | Esmee Visser                    | [ 57 ]                          |
| 2014 | 28 feb./02 maart                | Enschede                        | Evert Hoolwerf                  | Marcel Bosker                   | Esmee Visser                    | Loes Adegeest                   | [ 43 ]                          |
| 2015 | 28 feb./01 maart                | Hoorn                           | Patrick Roest                   | Louis Hollaar                   | Melissa Wijfje                  | Sterre Jonkers                  | [ 44 ]                          |
| 2016 | 19/20 maart                     | Utrecht                         | Chris Huizinga                  | Louis Hollaar                   | Esther Kiel                     | Sterre Jonkers                  | [ 45 ]                          |
| 2017 | 03/04 december 2016             | Enschede                        | Marwin Talsma                   | Yves Vergeer                    | Sanne in 't Hof                 | Anna van den Bos                | [ 46 ] [ 47 ]                   |
| 2018 | 15/17 december 2017             | Heerenveen                      | Louis Hollaar                   | Jordy van Workum                | Sterre Jonkers                  | Kim Talsma                      | [ 48 ] [ 49 ]                   |
| 2019 | 15/16 december 2018             | Enschede                        | Jordy van Workum                | Remo Slotegraaf                 | Robin Groot                     | Merel Conijn                    | [ 51 ] [ 59 ]                   |
| 2020 | 14/15 december 2019             | Alkmaar                         | Lasse Hiddink                   | Colin Duivenvoorden             | Robin Groot                     | Evelien Vijn                    | [ 52 ]                          |
| 2021 | Afgelast vanwege coronapandemie | Afgelast vanwege coronapandemie | Afgelast vanwege coronapandemie | Afgelast vanwege coronapandemie | Afgelast vanwege coronapandemie | Afgelast vanwege coronapandemie | Afgelast vanwege coronapandemie |
| 2022 | 18/20 februari                  | Enschede                        | Sijmen Egberts                  | Michiel de Groot                | Jade Groenewoud                 | Angel Daleman                   | [ 33 ]                          |
| 2023 | 25 februari                     | Utrecht                         | Sijmen Egberts                  | Jade Groenewoud                 | [ 53 ]                          |                                 |                                 |

### 5000 meter
De 5000 meter staat niet op het programma voor de junioren B.
| Jaar | Datum                           | Plaats                          | Jongens A                       | Meiden A                        | Link                            |
| ---- | ------------------------------- | ------------------------------- | ------------------------------- | ------------------------------- | ------------------------------- |
| 2010 | 19/21 maart                     | Hoorn                           | Frank Hermans                   | Irene Schouten                  | [ 54 ]                          |
| 2011 | 11/13 maart                     | Utrecht                         | Frank Hermans                   | Pien Keulstra                   | [ 55 ]                          |
| 2012 | 09/11 maart                     | Breda                           | Gerben Jorritsma                | Lisa van der Geest              | [ 56 ]                          |
| 2013 | 08/10 maart                     | Groningen                       | Gerben Jorritsma                | Lisa van der Geest              | [ 57 ]                          |
| 2014 | 28 feb./02 maart                | Enschede                        | Evert Hoolwerf                  | Esmee Visser                    | [ 43 ]                          |
| 2015 | 28 feb./01 maart                | Hoorn                           | Patrick Roest                   | Melissa Wijfje                  | [ 44 ]                          |
| 2016 | 19/20 maart                     | Utrecht                         | Chris Huizinga                  | Esther Kiel                     | [ 45 ]                          |
| 2017 | 03/04 december 2016             | Enschede                        | Marwin Talsma                   | Sanne in 't Hof                 | [ 46 ] [ 47 ]                   |
| 2018 | 15/17 december 2017             | Heerenveen                      | Max Visscher                    | Sterre Jonkers                  | [ 48 ] [ 49 ]                   |
| 2019 | 15/16 december 2018             | Enschede                        | Jordy van Workum                | Robin Groot                     | [ 51 ] [ 59 ]                   |
| 2020 | 14/15 december 2019             | Alkmaar                         | Ivar Immerzeel                  | Kim Talsma                      | [ 52 ]                          |
| 2021 | Afgelast vanwege coronapandemie | Afgelast vanwege coronapandemie | Afgelast vanwege coronapandemie | Afgelast vanwege coronapandemie | Afgelast vanwege coronapandemie |
| 2022 | 20 februari                     | Enschede                        | Stijn van de Bunt               | Jade Groenewoud                 | [ 33 ]                          |
| 2023 | 26 februari                     | Utrecht                         | Remco Stam                      | Jade Groenewoud                 | [ 53 ]                          |

## Massastart
| Jaar | Datum                           | Plaats                          | Jongens A                       | Jongens B                       | Jongens C                       | Meiden A                        | Meiden B                        | Meiden C                        | Link                            |
| ---- | ------------------------------- | ------------------------------- | ------------------------------- | ------------------------------- | ------------------------------- | ------------------------------- | ------------------------------- | ------------------------------- | ------------------------------- |
| 2015 | 07/08 februari                  | Deventer                        | Patrick Roest                   | Jeroen Janissen                 | Janno Botman                    | Melissa Wijfje                  | Suzanne Schulting               | Rachelle van de Griek           | [ 22 ]                          |
| 2016 | 12/14 februari                  | Alkmaar                         | Chris Huizinga                  | Chiel Smit                      | Jordy van Workum                | Esther Kiel                     | Marijke Groenewoud              | Emma Kant                       | [ 24 ]                          |
| 2017 | 03/05 februari                  | Heerenveen                      | Louis Hollaar                   | Yves Vergeer                    | niet op programma               | Marijke Groenewoud              | Luna Jonkers                    | niet op programma               | [ 25 ]                          |
| 2018 | 10/11 februari                  | Enschede                        | Teun de Wit                     | Harm Visser                     | niet op programma               | Marijke Groenewoud              | Robin Groot                     | niet op programma               | [ 26 ]                          |
| 2019 | 01/03 februari                  | Groningen                       | Merijn Scheperkamp              | Remo Slotegraaf                 | niet op programma               | Robin Groot                     | Ramona Westerhuis               | niet op programma               | [ 27 ] [ 28 ]                   |
| 2020 | 01/02 februari                  | Enschede                        | Yves Vergeer                    | Matthieu Hollaar                | niet op programma               | Robin Groot                     | Evelien Vijn                    | niet op programma               | [ 29 ] [ 32 ] [ 34 ] [ 30 ]     |
| 2021 | Afgelast vanwege coronapandemie | Afgelast vanwege coronapandemie | Afgelast vanwege coronapandemie | Afgelast vanwege coronapandemie | Afgelast vanwege coronapandemie | Afgelast vanwege coronapandemie | Afgelast vanwege coronapandemie | Afgelast vanwege coronapandemie | Afgelast vanwege coronapandemie |
| 2022 | 08/09 januari                   | Groningen                       | Kayo Vos                        | niet op programma               | niet op programma               | Chloé Hoogendoorn               | niet op programma               | niet op programma               |                                 |
| 2022 | 19 februari                     | Enschede                        | niet op programma               | Michiel de Groot                | niet op programma               | niet op programma               | Janne Berkhout                  | niet op programma               | [ 33 ]                          |
| 2023 | 15 januari                      | Groningen                       | Matthé Pronk                    | Mika Kolder                     | niet op programma               | Angel Daleman                   | Sofia Schilder                  | niet op programma               |                                 |
| 2024 | 14 januari                      | Heerenveen                      | Mats Bendijk                    | Pelle Bolsius                   | niet op programma               | Janne Berkhout                  | Maaike Koelewijn                | niet op programma               |                                 |